# Dino Zoff
Dino Zoff (n. 28 februarie 1942, Mariano del Friuli, Friuli-Veneția Giulia, Italia) este un fotbalist italian retras din activitate, care a jucat pe post de portar la echipe ca Juventus, Napoli și Mantova. Pe plan internațional, are prezențe la națională pentru Italia. După încheierea carierei, a devenit antrenor, și a antrenat, printre altele, Lazio, echipa națională de fotbal a Italiei și echipa olimpică de fotbal a Italiei⁠(d).
Dino Zoff a fost portar la cluburile Udinese, Mantova, Napoli și Juventus; a fost portarul echipei naționale a Italiei (Azzuri) în perioada 1968–1983. Cu echipa Italiei a câștigat Campionatul European de Fotbal din 1968. În 1982, Dino Zoff a câștigat Campionatul Mondial de Fotbal, la vârsta de 40 de ani.